# 대한민국의 통일부 차관
통일부 차관(統一部 次官)은 장관을 보좌하는 직위로, 정무직공무원으로 보한다.

## 임명
- 통일부 차관은 대통령이 임명한다.

## 역할
- 통일부 차관은 장관을 보좌하여 소관사무를 처리하고 소속공무원을 지휘·감독하며, 장관이 사고로 직무를 수행할 수 없을 경우 차관이 직무대행을 한다.

## 역대 차관

### 국토통일원 차관
| 정부        | 대수           | 이름                             | 임기                            | 비고 |
| ----------- | -------------- | -------------------------------- | ------------------------------- | ---- |
| 제3공화국   | 초대           | 이규학(李圭學)                   | 1969년 2월 25일~1975년 1월 5일  |      |
| 제4공화국   | 초대           | 이규학(李圭學)                   | 1969년 2월 25일~1975년 1월 5일  |      |
| 2대         | 유상근(兪尙根) | 1975년 1월 6일~1975년 8월 17일   |                                 |      |
| 3대         | 동홍욱(董弘旭) | 1975년 8월 18일~1975년 12월 26일 |                                 |      |
| 4대         | 동훈(董勳)     | 1975년 12월 27일~1980년 1월 3일  |                                 |      |
| 5대         | 이병용(李秉龍) | 1980년 1월 4일~1986년 1월 8일    |                                 |      |
| 5대         | 이병용(李秉龍) | 1980년 1월 4일~1986년 1월 8일    | 제5공화국                       |      |
| 6대         | 김동섭(金東燮) | 1986년 1월 9일~1988년 3월 4일    |                                 |      |
| 노태우 정부 | 7대            | 송한호(宋漢虎)                   | 1988년 3월 5일~1990년 12월 26일 |      |

### 통일원 차관
| 정부        | 대수 | 이름           | 임기                            | 비고 |
| ----------- | ---- | -------------- | ------------------------------- | ---- |
| 노태우 정부 | 7대  | 송한호(宋漢虎) | 1990년 12월 27일~1992년 1월 8일 |      |
| 노태우 정부 | 8대  | 임동원(林東源) | 1992년 1월 9일~1993년 3월 4일   |      |
| 김영삼 정부 | 9대  | 송영대(宋榮大) | 1993년 3월 5일~1996년 8월 12일  |      |
| 김영삼 정부 | 10대 | 김석우(金錫友) | 1996년 8월 13일~1998년 3월 8일  |      |

### 통일부 차관
| 정부        | 대수           | 이름                            | 임기                             | 비고 |
| ----------- | -------------- | ------------------------------- | -------------------------------- | ---- |
| 김대중 정부 | 11대           | 정세현(丁世鉉)                  | 1998년 3월 9일~1999년 5월 24일   |      |
| 김대중 정부 | 12대           | 양영식(梁榮植)                  | 1999년 5월 25일~2001년 4월 1일   |      |
| 김대중 정부 | 13대           | 김형기(金炯基)                  | 2001년 4월 2일~2003년 3월 2일    |      |
| 노무현 정부 | 14대           | 조건식(趙建植)                  | 2003년 3월 3일~2004년 7월 19일   |      |
| 노무현 정부 | 15대           | 이봉조(李鳳朝)                  | 2004년 7월 20일~2006년 2월 15일  |      |
| 노무현 정부 | 16대           | 신언상(申彦祥)                  | 2006년 2월 16일~2007년 8월 8일   |      |
| 노무현 정부 | 17대           | 이관세(李寬世)                  | 2007년 8월 8일~2008년 2월 29일   |      |
| 이명박 정부 | 18대           | 홍양호(洪良浩)                  | 2008년 3월 1일~2010년 3월 22일   |      |
| 이명박 정부 | 19대           | 엄종식(嚴鍾植)                  | 2010년 3월 23일~2011년 10월 25일 |      |
| 이명박 정부 | 20대           | 김천식(金千植)                  | 2011년 10월 25일~2013년 3월 13일 |      |
| 박근혜 정부 | 21대           | 김남식(金南植)                  | 2013년 3월 13일~2014년 11월 18일 |      |
| 박근혜 정부 | 22대           | 황부기(黃富起)                  | 2014년 11월 19일~2016년 6월 7일  |      |
| 박근혜 정부 | 23대           | 김형석(金炯錫)                  | 2016년 6월 8일~2017년 5월 31일   |      |
| 문재인 정부 |                |                                 |                                  |      |
| 24대        | 천해성(千海成) | 2017년 6월 1일~2019년 5월 23일  |                                  |      |
| 25대        | 서호(徐虎)     | 2019년 5월 23일~2021년 3월 26일 |                                  |      |
| 26대        | 최영준(崔領埈) | 2021년 3월 27일~2022년 5월 10일 |                                  |      |
| 윤석열 정부 | 27대           | 김기웅(金基雄)                  | 2022년 5월 10일~2023년 7월 2일   |      |
| 윤석열 정부 | 28대           | 문승현(文勝鉉)                  | 2023년 7월 3일~2024년 7월 16일   |      |
| 윤석열 정부 | 29대           | 김수경(金秀卿)                  | 2024년 7월 17일~2025년 6월 20일  |      |
| 이재명 정부 | 30대           | 김남중(金南中)                  | 2025년 6월 20일~                 |      |

## 같이 보기
- 통일부
- 통일부 장관